# Джон Толкін (футболіст)
Джон Толкін (англ. John Tolkin, нар. 21 липня 2002) — американський футболіст, захисник клубу «Нью-Йорк Ред Буллз» та національної збірної США.

## Клубна кар'єра
Джон Толкін народився 2002 року, та є вихованцем футбольної школи клубу «Нью-Йорк Ред Буллз». У дорослому футболі дебютував 2019 року виступами за другу команду цього ж клубу, а з 2020 року розпочав виступи в основному складі клубу «Нью-Йорк Ред Буллз». Станом на 11 серпня 2024 року відіграв за команду з Нью-Йорка 110 матчів в національному чемпіонаті.

## Виступи за збірну
У 2023 році Джон Толкін дебютував у складі національної збірної США. У складі збірної був учасником розіграшу Золотого кубка КОНКАКАФ 2023 року у США і Канаді. Станом на серпень 2024 року зіграв у складі збірної 4 матчі, у яких забитими м'ячами не відзначився. Також у складі олімпійської збірної США Толкін брав участь у літніх Олімпійських іграх 2024 року, на яких американська олімпійська збірна вийшла до чвертьфіналу, де поступилася збірній Марокко з рахунком 0-4.